# Enrico Sala
Enrico Sala (18 de julho de 1891, Milão, Itália) é um ciclista profissional italiano.

## Giro d'Italia
Participou de 11 Giro d'Italia. Suas melhores colocações foram o quarto lugar na classificação geral de 1912 e o quinto em 1914.
Participou do Giro d'Italia 1909. Cruzou a linha de chegada da última etapa da competição a pé sem a sua bicicleta. Os comissários da prova entenderam que esta conduta era contrária ao regulamento do prova, e o seu nome não consta na classificação geral.